# Sabel
Sabel é uma telenovela filipina produzida e exibida pela ABS-CBN, cuja transmissão ocorreu em 2010.

## Elenco
- Jessy Mendiola - Isabel "Sabel" Asuncion-Zaragosa
- AJ Perez - Candido "Dido" de Dios
- Joseph Marco - Raymond Sandoval
- Rita Avila - Margaret de Dios-Sandoval
- Glydel Mercado - Choleng Asuncion
- Diether Ocampo - Frederico "Eric" Zaragosa